# بابلو ميجويز
بابلو ميجويز (بالإسبانية: Pablo Míguez) هو لاعب كرة قدم أوروغواياني في مركز الوسط، ولد في 19 يونيو 1987 في مونتيفيديو في الأوروغواي. لعب مع أليانزا ليما وأوليمبو ونادي دانوبيو ويونيون دي سانتا في.

## وصلات خارجية
- بابلو ميجويز على موقع قاعدة بيانات كرة القدم.إي يو (الإنجليزية)
- بابلو ميجويز على موقع Soccerway.com (الإنجليزية)
- بابلو ميجويز على موقع AS.com (الإسبانية)